# Yahya ibn Ibrahim
Yahya ibn Ibrahim   ( - 1048) un cap amazic de la tribu Gudala a l'altiplà d'Adrar actual Mauritània. La importància principal de Yahya Ibn Ibrahim va ser la seva implicació amb Abdallah ibn Yasin, un teòleg berber musulmà amb qui va fundar el moviment almoràvit. Yahya Ibn Ibrahim és el primer Almoravid emir. El seu successor Yahya ibn Umar era el seu nebot.
La federació Sanhadja, agrupava un bon nombre de tribus com ara els Gudala, Lamta, Massufa i sobretot els Lamtuna que nomadejaven pel Sàhara Occidental, ocupant l'actual Mauritània fins als rius Senegal i Níger. A principis del segle xi eren musulmans però en llur apartat territori, mantenien unes pràctiques religioses no completament ortodoxes.
En aquest context, l'emir de la federació, Yahya ibn Ibrahim, va peregrinar a la Meca (vers 1035) i va tornar amb el propòsit d'adoctrinar el seu poble en l'ortodòxia islàmica. Al passar per Kairuan es va entrevistar amb el prestigiós alfaquí Abu-Imran al-Fassí, que li va recomanar un antic alumne de nom Abd-Al·lah ibn Yassín al-Ghazulí. Aquest era un ascètic personatge, format en l'escola jurídica malikita que en arribar al Sàhara va començar la seva tasca d'adoctrinament sense massa èxit, però amb el suport polític i moral de Yahya.
Yahya ibn Ibrahim, no va trigar molt a morir. El va succeir al capdavant de la confederació Sanhadja, Abu-Zakariyyà, de la tribu Lamtuna. Abd-Al·lah es va retirar amb un petit nombre de deixebles.